# Lehigh Acres
Lehigh Acres és una concentració de població designada pel cens dels Estats Units a l'estat de Florida. Segons el cens del 2006 tenia 67.873 habitants.

## Demografia
Segons el cens del 2000, Lehigh Acres tenia 33.430 habitants, 12.707 habitatges, i 9.250 famílies. La densitat de població era de 136 habitants/km².
Dels 12.707 habitatges en un 32,3% hi vivien nens de menys de 18 anys, en un 58,4% hi vivien parelles casades, en un 10,2% dones solteres, i en un 27,2% no eren unitats familiars. En el 22% dels habitatges hi vivien persones soles el 13,2% de les quals corresponia a persones de 65 anys o més que vivien soles. El nombre mitjà de persones vivint en cada habitatge era de 2,62 i el nombre mitjà de persones que vivien en cada família era de 3,03.
Per edats la població es repartia de la següent manera: un 26% tenia menys de 18 anys, un 6,8% entre 18 i 24, un 27,3% entre 25 i 44, un 20,4% de 45 a 60 i un 19,5% 65 anys o més.
L'edat mediana era de 38 anys. Per cada 100 dones de 18 o més anys hi havia 88,5 homes.
La renda mediana per habitatge era de 38.517 $ i la renda mediana per família de 42.492 $. Els homes tenien una renda mediana de 30.202 $ mentre que les dones 21.935 $. La renda per capita de la població era de 17.186 $. Entorn del 5,8% de les famílies i el 7,7% de la població estaven per davall del llindar de pobresa.

## Poblacions més properes
El següent diagrama mostra les poblacions més properes.